# 霧島鐵力
霧島鐵力（日语：／ Kirishima Tetsuo，1996年4月24日—），原名賓巴楚魯·勒哈格瓦蘇倫，舊四股名霧馬山鐵雄（日语：／ Kiribayama Tetsuo），蒙古國東方省出身的大相撲力士，從屬於陸奥部屋，最高番付為東大關（2024年1月场所）。

## 生平

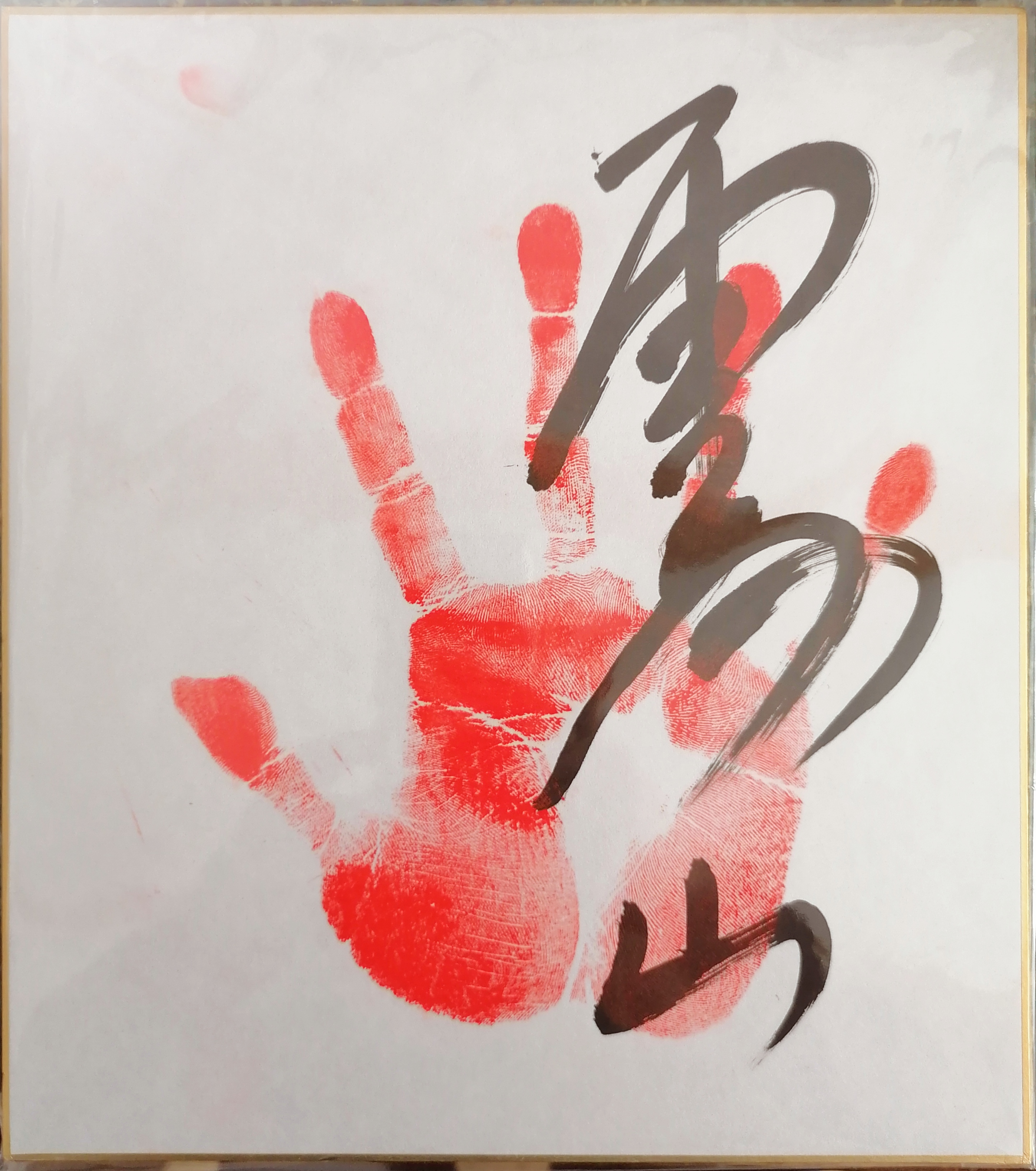
雾马山手印

勒哈格瓦蘇倫出生於蒙古國东方省的一個牧民家庭。幼年時充當父親幫手的他每天要騎馬30公里、打水十幾趟，這些經歷使其鍛煉了强壯的肢體力量。2014年，在熟人介紹下，他出於興趣前往日本參加並通過了力士入門測試，與同樣來自蒙古國的另外四人在陸奥部屋訓練。那時的他身高超過180厘米，體重不到70公斤，身材修長，具備柔道經驗。据其師父雾岛親方回憶，他是當時“五人中最具理智的”。2015年2月28日，勒哈格瓦蘇倫通過新弟子檢查，取得興行簽證，并於同年5月首次踏上土俵。晋升大关前，勒哈格瓦蘇倫采用四股名霧馬山，源自其老师雾岛亲方与部屋所属的时津风一门的时津风部屋创始人双叶山定次。
霧馬山分别以一个场所晋升序之口与序二段，并在晋升三段目的同年十一月场所7战全胜，取得三段目优胜。2016年，雾马山于一月场所晋升幕下，但在五月场所后的训练中负伤，造成左膝內側副韌帶部分断裂，並於之後的七月場所首次休場，段位跌至三段目，但僅通過一個場所便再度重返幕下。2017年，剛剛經歷手部手術的霧馬山于九月場所强行出場，但後來中途休場。
2018年五月場所中，霧馬山以西幕下第35名的段位七戰全勝，取得幕下優勝。
2023年5月31日，霧馬山襲名師父，改名霧島鐵力。其後霧島在同年11月九州場所取得的第二次幕內優勝，是日本相撲史上由蒙古人取得的第100次優勝。
在2024年3月場所戰績5勝10敗負越，在五月場所將第二次角番。
他在4月2日移籍音羽山部屋。
霧島的表現受到傷病的影響，在 2024年5月場所的比賽中，霧島以角番大關的身份比賽但連續失利。他在只贏了一場後在第7天退出了比賽。他的部屋師匠音羽山親方評論說他因頸部疼痛不會重返比賽，將住院幾天。霧島將在7月場所的比賽中被降級到關脇，在那裡他需要贏得十場比賽才能重新獲得大關等級，最終拿到8勝7敗的成績。

## 成绩
截至2023年11月场所：

### 总成绩
- 总成绩：335勝222敗17休 （51場所）
- 总胜率：0.600
- 幕内成绩：196勝145敗4休（23場所）
- 幕内胜率：0.575
- 年间最多胜（日语：年間最多勝）：1回

### 花相扑
- 明治神宫例祭奉祝全日本力士选士权大会（日语：明治神宮例祭奉祝全日本力士選士権大会）优胜：1回（第80回·2023年）

### 三赏与金星
- 三赏：4回
  - 敢闯赏：1回（2020年1月场所）
  - 技能赏：3回（2023年1月场所、3月场所、5月场所）
- 金星：无

### 各场所成绩
| | 1月場所 初場所（東京） | 3月場所 春場所（大阪） | 5月場所 夏場所（東京） | 7月場所 名古屋場所（愛知） | 9月場所 秋場所（東京） | 11月場所 九州場所（福岡） |
| --- | ---------------------- | ---------------------- | ---------------------- | -------------------------- | ---------------------- | ------------------------- |
| 2015年 （平成27年） | x                      | x                      | （前相撲）             | 西 序之口 #20 5–2          | 西 序二段 #67 6–1      | 西 三段目 #96 7–0         |
| 2016年 （平成28年） | 西 幕下 #59 3–4        | 東 三段目 #13 4–3      | 東 三段目 #3 6–1       | 西 幕下 #30 休場 0–0–7     | 東 三段目 #11 6–1      | 東 幕下 #35 5–2           |
| 2017年 （平成29年） | 東 幕下 #20 5–2        | 西 幕下 #12 3–4        | 東 幕下 #18 6–1        | 東 幕下 #10 3–4            | 西 幕下 #14 0–1–6      | 西 幕下 #49 6–1           |
| 2018年 （平成30年） | 西 幕下 #21 4–3        | 東 幕下 #16 2–5        | 西 幕下 #35 7–0        | 西 幕下 #3 3–4             | 東 幕下 #6 3–4         | 西 幕下 #12 6–1           |
| 2019年 （令和元年） | 西 幕下 #1 4–3         | 西 十兩 #14 9–6        | 西 十兩 #11 8–7        | 西 十兩 #9 10–5            | 西 十兩 #4 7–8         | 西 十兩 #5 11–4           |
| 2020年 （令和2年） | 東 前頭 #17 11–4 敢    | 西 前頭 #8 9–6         | 新冠肺炎肆虐 比赛取消  | 西 前頭 #3 6–9             | 東 前頭 #5 9–4–2       | 東 前頭 #1 3–12           |
| 2021年 （令和3年） | 西 前頭 #8 8–7         | 東 前頭 #4 7–8         | 東 前頭 #4 6–9         | 西 前頭 #6 9–6             | 西 前頭 #2 9–6         | 西 小結 6–9               |
| 2022年 （令和4年） | 西 前頭 #1 6–9         | 東 前頭 #4 10–5        | 東 前頭 #2 10–5        | 東 前頭 #1 8–7             | 西 小結 #2 9–6         | 西 小結 8–7               |
| 2023年 （令和5年） | 東 小結 11–4 技        | 東 關脇 #2 12–3 技     | 東 關脇 11–4 技        | 西 大關 6–7–2              | 東 大關 9–6            | 西 大關 13–2              |
| 2024年 （令和6年） | 東 大關 11–4           | 東 大關 5–10           | 西 大關 #2 1–6–8       | 東 關脇 #2 8–7             | 東 關脇 #2 12–3        | 東 關脇 6–9               |
| 2025年 （令和7年） | 西 前頭 #1 11–4 敢     | x                      | x                      | x                          | x                      | x                         |
| 各欄数字按「勝-負-休場」表示。 優勝 引退 十兩･幕下 三賞：敢=敢鬬賞、殊=殊勛賞、技=技能賞 其他：★=金星 番付階級：幕内 - 十兩 - 幕下 - 三段目 - 序二段 - 序之口 幕内序列：横綱 - 大關 - 關脅 - 小結 - 前頭（「#数字」为出场顺序） |                        |                        |                        |                            |                        |                           |